# Cleveland, Cincinnati, Chicago and St. Louis Railway
Pour les articles homonymes, voir Big Four.
 (janvier 2022).
Si vous disposez d'ouvrages ou d'articles de référence ou si vous connaissez des sites web de qualité traitant du thème abordé ici, merci de compléter l'article en donnant les références utiles à sa vérifiabilité et en les liant à la section « Notes et références ».

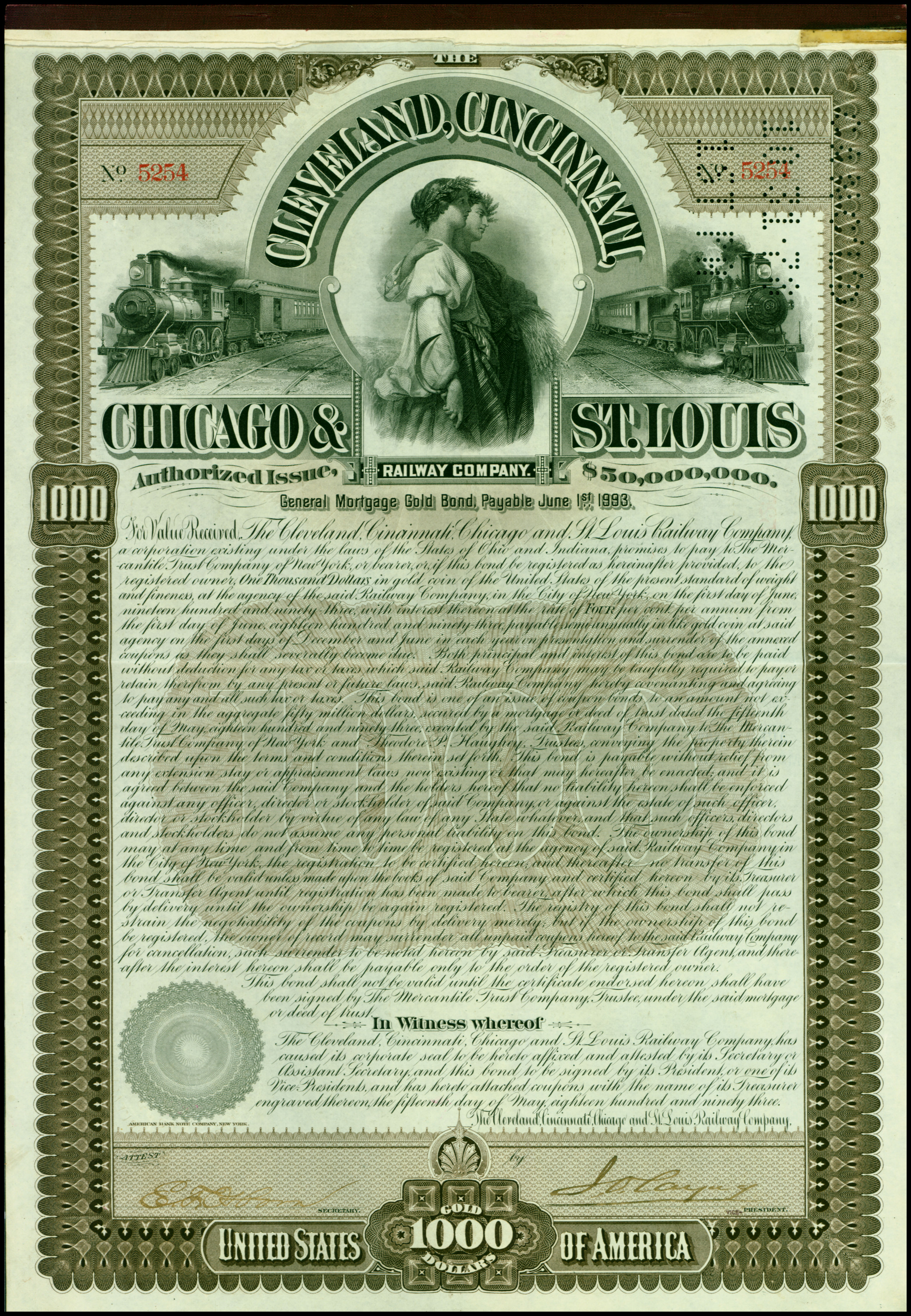
Gold Bond de la Cleveland, Cincinnati, Chicago and St. Louis Railway Company en date du 15 mai 1893

Le Cleveland, Cincinnati, Chicago and St. Louis Railway, aussi connu sous le nom de Big Four Railroad et usuellement abrégé CCC&StL, était un chemin de fer américain de classe I de la région du Midwest. Il apparut en 1889 à la suite de la fusion de trois autres compagnies.
Ses lignes principales étaient situées dans les États de l'Illinois, de l'Indiana, du Michigan et de l'Ohio. Il exploitait entre autres une gare terminus à Bellefontaine, Ohio (au nord-est de Dayton, Ohio) dont la particularité était d'avoir la plus grande rotonde entre New York et Saint-Louis. En 1906, il fut racheté par le New York Central Railroad qui conserva son nom jusqu'en 1922.

## Origines

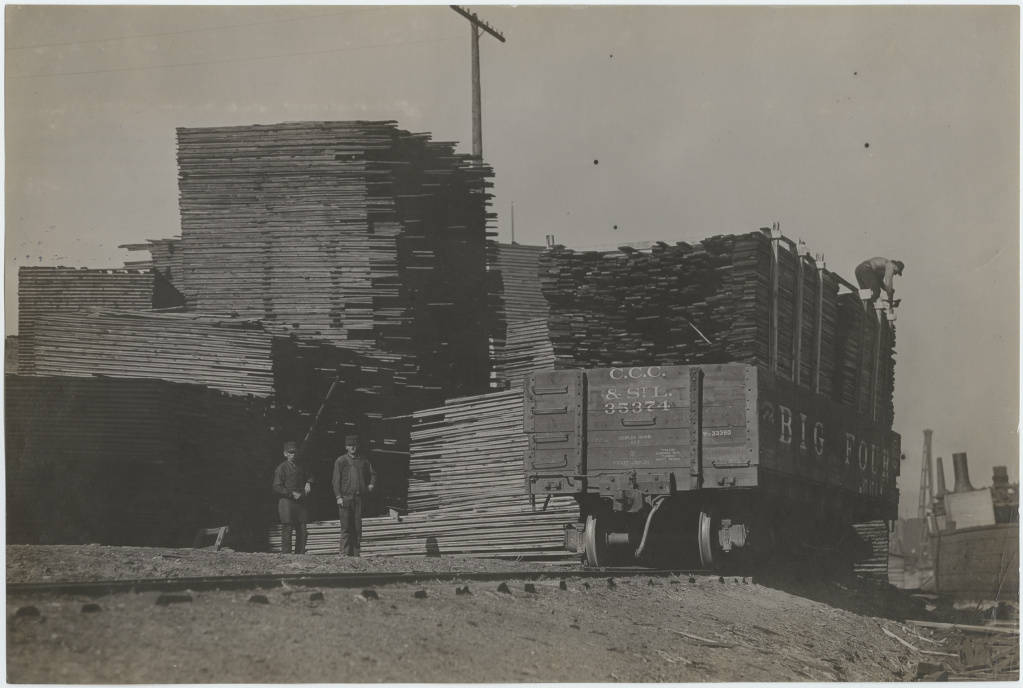
Wagon du CCC&L avec du bois, à Cleveland en 1912.

Ce chemin de fer fut créé le 30 juin 1889 à la suite de la fusion des compagnies suivantes : 
- le Cleveland, Columbus, Cincinnati and Indianapolis Railway ;
- le Cincinnati Indianapolis St Louis and Chicago Railway ;
- l'Indianapolis and St Louis Railway.

En 1890, il prit le contrôle de l'Indiana Bloomington and Western Railway. Cette même année, il construisit la plus grande rotonde entre New York et Saint-Louis.

## Nombreux successeurs
En 1906, le Big Four fut racheté par le New York Central Railroad (NYC). 
En 1968, les lignes du Big Four furent incorporées au Penn Central, issus de la fusion du New York Central et du Pennsylvania Railroad. Le Penn Central se déclara en banqueroute en 1970.
En 1976, la nouvelle compagnie Conrail financée par le gouvernement reprit la majorité des lignes du Big Four. Conrail ferma la gare de Bellefontaine en 1983, et démantela la grande rotonde. Conrail fut privatisé en 1987. Puis il fut racheté par CSX et Norfolk Southern Railway qui se le partagèrent. 

## Vestiges
Depuis 2007, le Big Four Building qui abritait son quartier général à Indianapolis, est devenu un hôtel de la chaine Hampton Inn, filiale de Hilton Worldwide.